# René Fache
Pour les articles homonymes, voir Fache (homonymie).
René Fache (parfois orthographié Fâche ; né le 23 novembre 1816 à Douai dans le Nord et mort le 17 mars 1891 à Ribécourt dans l'Oise) est un sculpteur français.

## Biographie
Il étudie d'abord auprès de Théophile Bra puis est accueilli à l'atelier de David d'Angers à l'école des beaux-arts de Paris en 1836, âgé de 19 ans. Il y passe cinq ans puis retourne dans son Nord natal pour devenir enseignant. Il fera carrière aux Académies de Valenciennes, où son enseignement et sa personnalité marqueront plusieurs générations d'élèves, parmi lesquels Louis Adolphe Carion. Il a dirigé l'école pendant trente-cinq ans.
On peut voir ses œuvres dans des églises et monuments publics du Nord. Ses belles sœurs, Caroline et Isabelle Gindre, ont logé Arthur Rimbaud à Douai à sa sortie de prison, à la demande de Georges Izambard, gendre de René Fache.
Il est inhumé au cimetière des Batignolles. Son monument a été réalisé par d'anciens élèves : Armbruster, Corneille Theunissen et Léon Fagel.

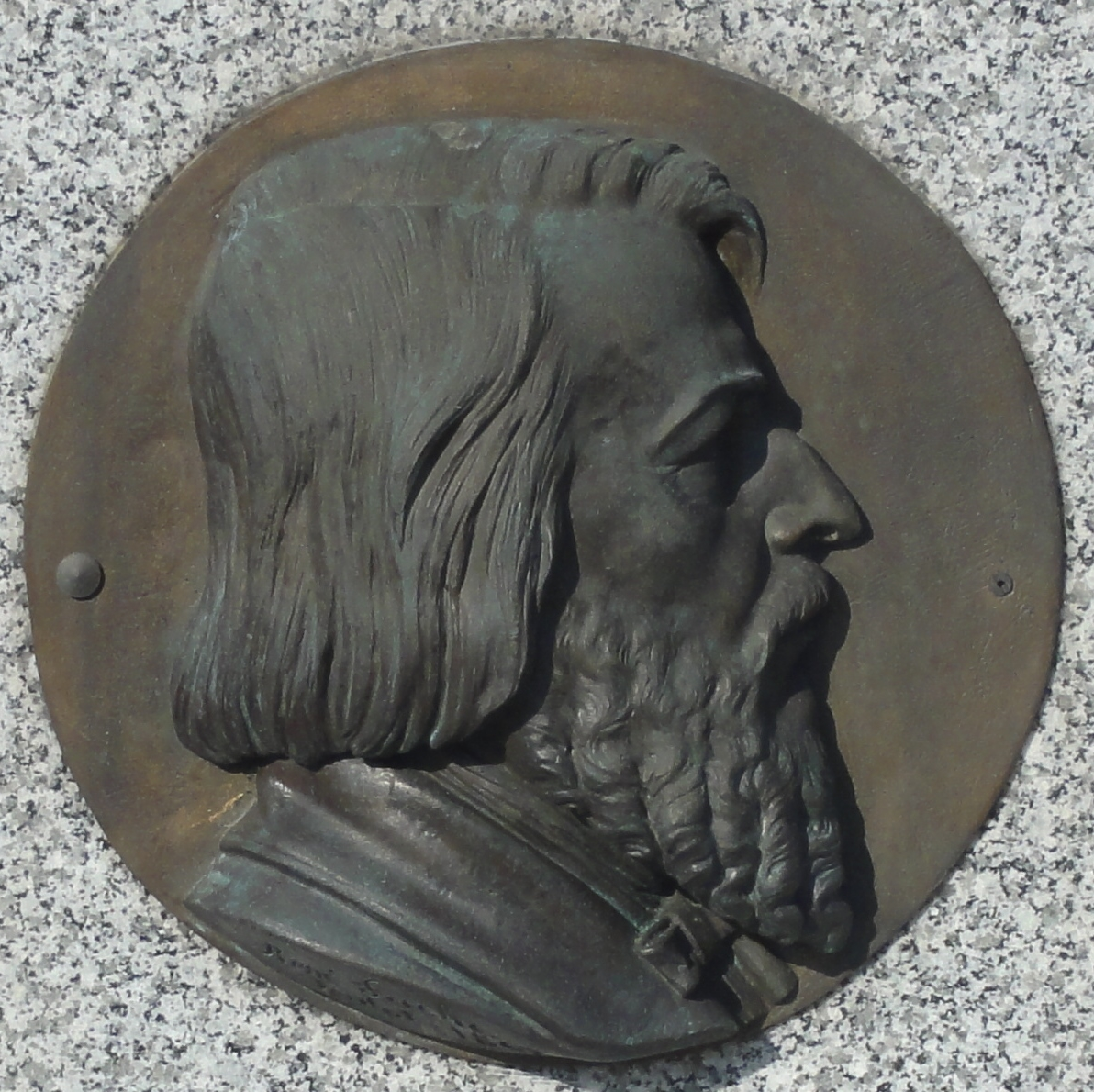
Portrait de Théophile Bra (1867), ornant la tombe de celui-ci au cimetière de Douai.